# Maricao (Maricao)
Maricao es un barrio-pueblo ubicado en el municipio de Maricao en el estado libre asociado de Puerto Rico. En el Censo de 2010 tenía una población de 716 habitantes y una densidad poblacional de 2.513,17 personas por km².

## Geografía
Maricao se encuentra ubicado en las coordenadas 18°10′56″N 66°58′47″O / 18.18222, -66.97972. Según la Oficina del Censo de los Estados Unidos, Maricao tiene una superficie total de 0.28 km², que corresponden a tierra firme.

## Demografía
Según el censo de 2010, había 716 personas residiendo en Maricao. La densidad de población era de 2.513,17 hab./km². De los 716 habitantes, Maricao estaba compuesto por el 91.06% blancos, el 3.63% eran afroamericanos, el 0.28% eran amerindios, el 4.19% eran de otras razas y el 0.84% pertenecían a dos o más razas. Del total de la población el 99.58% eran hispanos o latinos de cualquier raza.